# Великоведмеже
Великоведмеже — колишнє селище в Україні, підпорядковувалося Новодар'ївскій селищній раді Ровеньківської міськради Луганської області.
3 грудня 2009 року виключене з облікових даних рішенням Луганської обласної ради.